# Шум Армагеддона
«Шум Армагеддона» (англ. The Armageddon Rag) — роман американского писателя Дж. Р. Р. Мартина в жанре детектива и фэнтези, изданный в 1983 году. Роман имел провальные продажи и принудил Мартина несколько лет отойти от создания фэнтези и заняться написанием сценариев для телевидения.

## Сюжет
Книга начинается как детектив: после кровавого убийства Джейми Линча, импресарио группы «Назгул», писатель Сэнди Блэр вспоминает своё журналистское прошлое и начинает расследование, одновременно интересуясь казнью лидера группы, произошедшей на 12 лет раньше.

## Награды и номинации
- Номинация на премию «Локус» за лучший роман фэнтези, 1984
- Номинация на Всемирную премию фэнтези за лучший роман, 1984
- Премия Балрог за лучший роман, 1984